# Percy Whipp
Percival Leonard "Percy" Whipp, född 28 juni 1897 i Glasgow, Skottland, död 18 oktober 1962 i Ealing, England, var en skotsk professionell fotbollsspelare. Han spelade över 250 ligamatcher och 75 mål för sex olika ligaklubbar mellan 1920 och 1931. Han nådde störst framgångar i Leeds United där han spelade 154 matcher och gjorde 47 mål, bland annat ett hattrick i sin debutmatch mot West Ham United FC borta den 4 november 1922. 
Förutom Leeds spelade han dessutom proffsfotboll i Ton Pentre, Leyton Orient FC, Sunderland FC, Brentford FC och Swindon Town FC.